# Tok Cut-Off

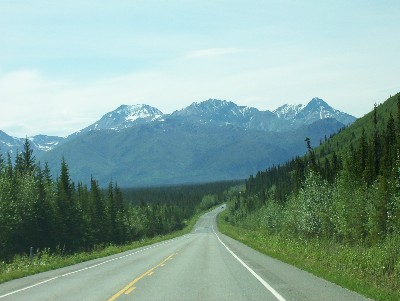
Tok Cut-Off

Tok Cut-Off (svenska ungefär: "genvägen från Tok") är en landsväg i den amerikanska delstaten Alaska, den är 201 kilometer lång och går från Gakona Junction på Richardson Highway, 23 kilometer norr om Glennallen, till Tok på Alaska Highway. Vägen ingår i Alaska Route 1.
Vägen byggdes på 1940- och 1950-talen för att förbinda Tok mer direkt med Richardson Highway. Vägen kallades "cut-off" (genväg) eftersom den tillät motortrafikanter som kom norrut på Alaska Highway att resa till Valdez och Anchorage utan att resa via Delta Junction, vilket drog ner ressträckan med 193 kilometer.

## Städer och platser längs med Tok Cut-Off
- Gakona Junction (Richardson Highway) (km 0)
- Gakona (km 4)
- Chistochina (km 53)
- Slana och Wrangell-St. Elias National Park and Preserve, via Nabesna Road (km 96)
- Mentasta Lake (km 130)
- Tok (km 201)